# Bulbophyllum anjozorobeense
Bulbophyllum anjozorobeense là một loài phong lan thuộc chi Bulbophyllum.